# Крюэжуль
Крюэжу́ль (фр. Cruéjouls, окс. Cruèjols) — коммуна во Франции, находится в регионе Окситания. Департамент — Аверон. Входит в состав кантона Лессак. Округ коммуны — Родез.
Код INSEE коммуны — 12087.
Коммуна расположена приблизительно в 500 км к югу от Парижа, в 150 км северо-восточнее Тулузы, в 25 км к северо-востоку от Родеза.

## Население
Население коммуны на 2008 год составляло 414 человек.
| 1962 | 1968 | 1975 | 1982 | 1990 | 1999 | 2008 |
| ---- | ---- | ---- | ---- | ---- | ---- | ---- |
| 417  | 443  | 411  | 364  | 325  | 371  | 414  |

## Экономика

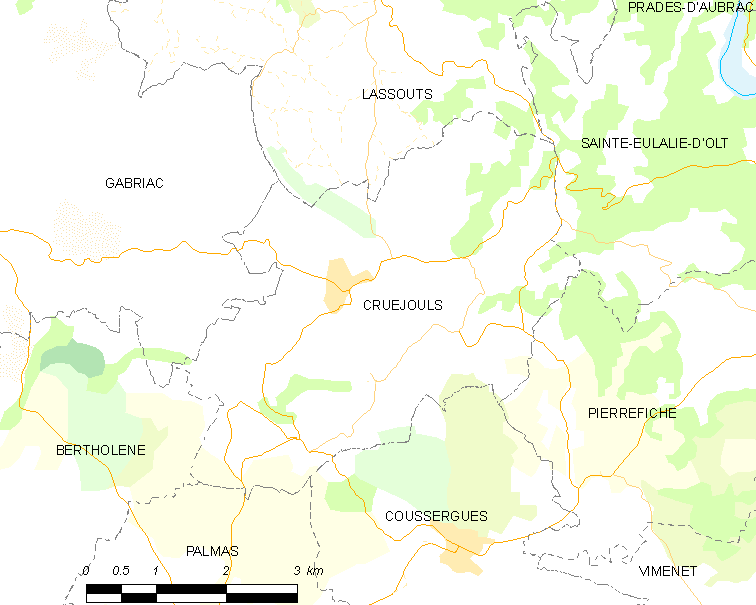
Карта коммуны

В 2007 году среди 214 человек в трудоспособном возрасте (15—64 лет) 168 были экономически активными, 46 — неактивными (показатель активности — 78,5 %, в 1999 году было 67,4 %). Из 168 активных работали 160 человек (88 мужчин и 72 женщины), безработных было 8 (1 мужчина и 7 женщин). Среди 46 неактивных 11 человек были учениками или студентами, 22 — пенсионерами, 13 были неактивными по другим причинам.

## Достопримечательности
- Церковь XI века в романском стиле. Памятник истории с 1928 года[3]